# آیرونکلاد دنبروگ

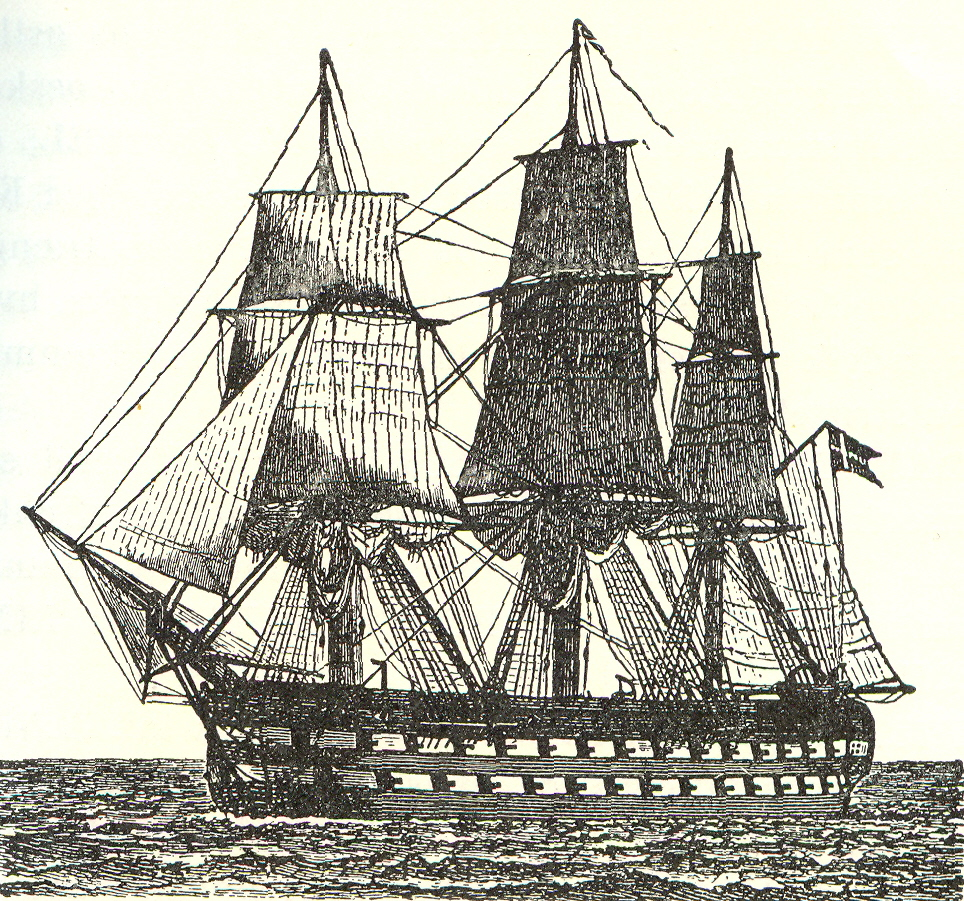
آیرونکلاد دنبروگ

آیرونکلاد دنبروگ (به انگلیسی: Danish ironclad Dannebrog) یک کشتی بود که طول آن ۶۵٫۵ متر (۲۱۴ فوت ۱۱ اینچ) بود. این کشتی در سال ۱۸۵۰ ساخته شد.